# Desmodium ciliare
Desmodium ciliare är en ärtväxtart som först beskrevs av Carl Ludwig von Willdenow, och fick sitt nu gällande namn av Dc. Desmodium ciliare ingår i släktet Desmodium och familjen ärtväxter. Inga underarter finns listade i Catalogue of Life.